# Хіґа Дайґо
Хіґа Дайґо (яп. 比嘉 大吾, (9 серпня 1995) — японський професійний боксер, чемпіон світу за версією WBC в найлегшій вазі (2017—2018).

## Професіональна кар'єра
Дебютував на професійному рингу 2014 року.  В своєму сьомому поєдинку 2015 року завоював титул WBC Youth у найлегшій вазі, який двічі захистив. 2016 року завоював титул чемпіона Східно-тихоокеанської федерації боксу (OPBF) у найлегшій вазі.
20 травня 2017 року вийшов на бій проти Хуана Ернандеса (Мексика), який перед боєм був позбавлений титула чемпіона світу за версією WBC в найлегшій вазі через перевищення ваги, тож за титул бився лише Дайґо, який і здобув перемогу технічним нокаутом в шостому раунді.
Провівши два успішних захисти, перед боєм 15 квітня 2018 року з Крістофером Росалесом (Нікарагуа) був позбавлений титула WBC через перевищення ваги. Поєдинок з нікарагуанцем завершився першою поразкою японця технічним нокаутом. Підводячи підсумки 2018 року, журнал «Ринг» визнав результат поєдинку Дайґо — Росалес «Апсетом року».
Перейшовши до легшої ваги, 31 грудня 2020 року завоював титул WBO Asia Pacific в легшій вазі, який втратив у наступному бою проти Нісіда Рьосуке, програвши одностайним рішенням суддів.
3 вересня 2024 року вийшов на бій проти чемпіона світу за версією WBO у легшій вазі Такеї Йосикі і програв одностайним рішенням. 24 лютого 2025 року вийшов на бій проти чемпіона світу за версією WBA Цуцумі Сея і завершив бій внічию. 30 липня 2025 року вийшов на бій проти нового чемпіона світу за версією WBA Антоніо Варгаса (США) і завершив бій внічию.